# Colom imperial
Els coloms imperials (Ducula) són un grup d'ocells que formen un gènere dins la família dels colúmbids (Columbidae) i que habiten amplament, a les selves i boscos de la zona indomalaia i australasiana.

## Llista d'espècies
S'han descrit 43 espècies dins aquest gènere:
- colom imperial verd (Ducula aenea).
- colom imperial de les illes de la Societat (Ducula aurorae).
- colom imperial dorsibrú (Ducula badia).
- colom imperial de les Vanuatu (Ducula bakeri).
- colom imperial de les Moluques (Ducula basilica).
- colom imperial bicolor (Ducula bicolor).
- colom imperial de les Salomó (Ducula brenchleyi).
- colom imperial de Carlota (Ducula carola).
- colom imperial caputxí (Ducula chalconota).
- colom imperial de Timor (Ducula cineracea).
- colom imperial cuablau (Ducula concinna).
- colom imperial dels Nilgiri (Ducula cuprea).
- colom imperial de Finsch (Ducula finschii).
- colom imperial de Forsten (Ducula forsteni).
- colom imperial de les Marqueses (Ducula galeata).
- colom imperial de Geelvink (Ducula geelvinkiana).
- colom imperial gegant (Ducula goliath).
- colom imperial dorsifosc (Ducula lacernulata).
- colom imperial de les Fiji (Ducula latrans).
- colom imperial blanc (Ducula luctuosa).
- colom imperial negre (Ducula melanochroa).
- colom imperial de Mindoro (Ducula mindorensis).
- colom imperial de collar (Ducula mullerii).
- colom imperial ceranegre (Ducula myristicivora).
- colom imperial de Seram (Ducula neglecta).
- colom imperial de l'illa d'Obi (Ducula obiensis).
- colom imperial de la Micronèsia (Ducula oceanica).
- colom imperial d'Enggano (Ducula oenothorax).
- colom imperial del Pacífic (Ducula pacifica).
- colom imperial d'ulleres (Ducula perspicillata).
- colom imperial de Pickering (Ducula pickeringii).
- colom imperial de Pinon (Ducula pinon).
- colom imperial moliner (Ducula pistrinaria).
- colom imperial de ventre rosat (Ducula poliocephala).
- colom imperial cuabarrat (Ducula radiata).
- colom imperial de cap rosat (Ducula rosacea).
- colom imperial ceravermell (Ducula rubricera).
- colom imperial ventre-rogenc (Ducula rufigaster).
- colom imperial de les Louisiade (Ducula salvadorii).
- colom imperial argentat (Ducula spilorrhoa).
- colom imperial cremós (Ducula subflavescens).
- colom imperial de Christmas (Ducula whartoni).
- colom imperial de Zoë (Ducula zoeae).